# Escuela Universitaria Politécnica de La Almunia de Doña Godina
La Escuela Universitaria Politécnica de la Almunia de Doña Godina (EUPLA) es un centro público adscrito a la Universidad de Zaragoza, que se encuentra en la localidad de La Almunia de Doña Godina en la provincia de Zaragoza, en la comunidad autónoma de Aragón.
Fundada como Escuela Universitaria en 1967, reúne actualmente unos 900 estudiantes, 55 PDI y 15 PTGAS. Su Directora es Dª. Mónica Remacha Andrés y está constituida como un Organismo Autónomo Local Administrativo dependiente del Ayuntamiento de La Almunia de Doña Godina y su gobierno y administración recae en el Patronato y su Consejo Rector

## Historia
La Escuela de Ingeniería Técnica de La Almunia de Doña Godina fue creada por la Congregación Salesiana al amparo de la Fundación que a favor de la Compañía de San Francisco de Sales instituyó en esta Villa doña Teresa Castillo Cerdán, viuda de don Juan Hernández Laviaga y fue reconocida como Centro no oficial de Enseñanza Técnica de Grado Medio por Decreto de 3 de junio de 1967.
Mediante Real Decreto 1331/1978, de 14 de abril, la Escuela de Ingeniería Técnica de Grado Medio se transformó en Escuela Universitaria de Ingeniería Técnica, quedando adscrita a la Universidad de Zaragoza.
Mediante el Real Decreto 1213/1979, de 4 de abril, la Escuela de Ingeniería se transformó en Escuela Universitaria Politécnica, adscrita a la Universidad de Zaragoza.
De acuerdo con la Ley de Reforma Universitaria y con los Estatutos de la Universidad de Zaragoza, el Patronato-Ayuntamiento de La Almunia de Doña Godina firmó un convenio de colaboración sobre la adscripción a la Universidad de Zaragoza, el 26 de marzo de 1980, para la adecuación de la EUPLA con la Universidad.
Debido al incremento de alumnos y a la necesidad de tener terrenos adyacentes a la Escuela, para que los alumnos pudiesen realizar prácticas de campo, así como para poder cubrir las previsiones de ampliación del centro y ubicar nuevas especialidades dado el carácter politécnico de la Escuela, el Patronato de la EUPLA decidió la compra de una nueva finca de 1.600 metros cuadrados lindante con el edificio de la Escuela, firmándose el contrato de compraventa el 7 de abril de 1980.
Dado que el Patronato antes constituido carecía de entidad jurídica propia, con el fin de subsanar este vacío legal, el Pleno del Ayuntamiento de La Almunia de Doña Godina con fecha 2 de abril de 1990, aprobó por unanimidad la creación del Organismo Autónomo Local de carácter Administrativo. Así mismo, en dicha sesión se aprobaron inicialmente los Estatutos por los que se habrá de regir el Organismo Autónomo Local que se crea. Estos Estatutos fueron informados previamente por la Universidad de Zaragoza y por el anterior Patronato de la EUPLA. La últia modificación de los estatutos se llevó a cabo el 4 de agosto de 2020. 
El 17 de julio de 1990 se constituyó el nuevo Patronato, dotado de entidad jurídica propia, al mismo tiempo que ratificó la validez de los acuerdos tomados por el anterior Patronato. El Patronato del Organismo Autónomo Local E.U. Politécnica de La Almunia de Doña Godina estará integrado por los siguientes miembros:
- Presidente: el alcalde o alcaldesa.
- Vicepresidente: un/a concejal a designar por el Ayuntamiento.
- Vocales:
  - Un/a concejal designado por el órgano municipal competente.
  - Un/a representante designado por la Diputación Provincial de Zaragoza.
  - Dos Representantes designados por el Rector Magnífico de la Universidad de Zaragoza.
  - El Director/a de la EUPLA como miembro nato.
  - Un/a representante de los profesores de la EUPLA.
  - Un/a representante designado por la Congregación Salesiana.
  - Un/a representante de los alumnos de la EUPLA.
- Secretario/a: El titular de la Secretaría General del Ayuntamiento.
- Interventor/a: El interventor/a municipal.

El 5 de noviembre de 1990 comenzaron las obras de ampliación del centro en los últimos terrenos adquiridos. Esta ampliación se realizó en dos fases, estando la primera terminada a comienzos del curso 1991-1992 y la segunda a comienzos del curso 1992-1993.
En el Curso 1992-93 se comienza a impartir el primer curso de estas enseñanzas, con carácter provisional.
En el Curso 1992-1993 entró en funcionamiento la fase 3 del edificio de la Escuela, que corresponde al Aula Magna. El 15 de julio de 1993 la Junta de Gobierno de la Universidad de Zaragoza aprobó la propuesta definitiva de plan de estudios de Ingeniería Técnica en Informática de Sistemas.
En el curso 1995-1996 finalizó la primera parte de las obras de la fase 4 del edificio de la escuela, con las que se habilitaron nuevas aulas y los laboratorios de Electricidad y Electrónica. La segunda y tercera partes de las obras de la fase 4 se completaron en el curso 1996-1997, dotando al centro de una nueva biblioteca y una cafetería para dar servicio a toda la comunidad universitaria.
En el curso 1996-1997 comenzaron a impartirse nuevos planes de estudio para las enseñanzas de Ingeniería Técnica Agrícola y para Ingeniería Técnica Industrial en la Especialidad de Electrónica Industrial.
Con la previsión de ampliar enseñanzas y mejorar los servicios e instalaciones para las ya existentes, en el curso 1996-1997 se adquirieron terrenos cercanos a las instalaciones ya existentes (25 000 metros cuadrados), y un inmueble en la avenida de María Auxiliadora, para albergar el comedor escolar y otras instalaciones y servicios.
En el curso 1997-1998 entró en funcionamiento la ampliación de la fase 2 del edificio, que alberga, además de nuevas aulas, la nueva Oficina Técnica y los Laboratorios de Mecánica.
El Gobierno de Aragón, en Decreto 61/1998, de 17 de marzo, previo informe favorable del Consejo de Universidades del Ministerio de Educación y Cultura, autorizó la implantación de las enseñanzas de Arquitectura Técnica en la Escuela Universitaria Politécnica de La Almunia.
En noviembre de 1998 se adjudicaron mediante subasta las obras de construcción de un edificio para Arquitectura Técnica y Laboratorios de I+D, que se ubicaría en los nuevos terrenos, comenzando las obras en febrero de 1999.
El 10 de junio de 1998 la Junta de Gobierno de la Universidad de Zaragoza aprobó el Plan de Estudios de la Arquitectura Técnica a impartir en la Escuela Universitaria Politécnica de La Almunia. Las citadas enseñanzas se comenzaron a impartir en el curso 1998-1999.
El 20 de junio de 2000 se firmó el acta de recepción de las obras del nuevo edificio para Arquitectura Técnica, entrando en funcionamiento el curso 2000-2001.
En el curso 2004-2005 se tramitó la solicitud de implantación de los estudios de Ingeniero Técnico de Obras Públicas, con todas sus especialidades. El plan de estudios de la titulación fue aprobado por el Consejo de Gobierno de la Universidad de Zaragoza el 24 de febrero de 2005, y elevado al Consejo de Coordinación Universitaria del Ministerio de Educación y Ciencia para su homologación.
En el curso 2010-2011 comienzan los estudios de grado en la EUPLA pasando de las ingenierías técnicas a los grados universitarios. En dicho año se dejaron de impartir las titulaciones de ingeniería mecánica, ingeniería eléctrica (electrónica), ingeniería informática e ingeniería agrícola, pasándose a impartir desde dicho momento en la EUPLA el grado de ingeniería mecatrónica, el grado de ingeniería de organización industrial, el grado de ingeniería civil y el grado de arquitectura técnica.
Durante la dirección de D. Martín Orna Carmona, en el curso 2019-2020 se incorporó un programa conjunto (Mecatrónica-Ingeniería de Organización Industrial) dentro de la oferta académica de la EUPLA, que mediante un itinerario especial permite al alumnado obtener ambos títulos de Grado, la Escuela Universitaria Politécnica de La Almunia (EUPLA) recibió la Acreditación Institucional por parte del Consejo de Universidades el 18 de noviembre de 2021, siendo el 5 centro de la Universidad en conseguirlo y en el curso 2021-2022 se implantó la titulación de Ingeniería de Datos en Procesos Industriales tras ser aprobada por el Consejo de Gobierno de la Universidad de Zaragoza y por La Agencia de Calidad y Prospectiva Universitaria de Aragón (ACPUA). Siendo actualmente el único grado dual universitario en Aragón.
- Fuente: www.eupla.unizar.es

## Titulaciones
- Grado en Ingeniería Civil:[1] construcciones civiles
- Grado en Ingeniería Mecatrónica[2]
- Grado en Arquitectura Técnica[3]
- Grado en Ingeniería de Organización Industrial[4]
- Programa conjunto de Ingeniería Mecatrónica e Ingeniería de Organización Industrial[5]
- Ingeniería de Datos en Procesos Industriales (comienzo en curso 2021-2022)[6]

## Investigación

### Eupla GIHA
Grupo de Ingeniería Hidráulica y Ambiental

### Eupla GID
Grupo Ingeniería y Ciencia de Datos Aplicada

### OTRI
OTRI EUPLA es la Oficina de Transferencia de Resultados de Investigación de la Escuela Universitaria Politécnica de la Almunia de Doña Godina; organismo responsable de promover las actividades entre el grupo de investigación de la Escuela, la Empresa y las Instituciones.